# Luigi Di Capua
Luigi Di Capua (Roma, 21 gennaio 1986) è un attore, sceneggiatore e comico italiano, noto per essere un componente del gruppo comico The Pills.

## Biografia
Nel 2011 si fa conoscere insieme a Matteo Corradini e Luca Vecchi grazie al gruppo comico The Pills che fondano insieme e con il quale ha collaborato nel mondi del cinema, della televisione e del web.
Nel 2014 interpreta il ruolo di un tossico nel film Smetto quando voglio, insieme a Matteo Corradini. Lo stesso anno interpreta un ruolo nella serie Il candidato - Zucca presidente e collabora con Edoardo Ferrario interpretando un ruolo da co-protagonista in un episodio di Esami - La serie, nelle parti di un giovane studente di ingegneria.
Nel 2015 scrive insieme a Alessandro Bardani lo spettacolo teatrale Il più bel secolo della mia vita, interpretato da Francesco Montanari e Giorgio Colangeli. Lavora inoltre come sceneggiatore per i seguiti Smetto quando voglio - Ad honorem e Smetto quando voglio - Masterclass, entrambi usciti nel 2017. Nel 2018 è sceneggiatore della serie televisiva The Generi di Maccio Capatonda e l'anno successivo torna al cinema come sceneggiatore del film Sono solo fantasmi di Christian De Sica.
Nel 2020 collabora alla sceneggiatura del film I cassamortari. Nel 2023 dirige la sua opera prima Holy Shoes.

## Filmografia

### Regista
- Holy Shoes (2023)

### Sceneggiatore
- Zio Gianni – serie TV (2014-2016)
- The Pills - Sempre meglio che lavorare, regia di Sydney Sibilia (2016)
- Smetto quando voglio - Ad honorem, regia di Sydney Sibilia (2017)
- Smetto quando voglio - Masterclass, regia di Sydney Sibilia (2017)
- The Generi – serie TV (2018)
- Sono solo fantasmi, regia di Christian De Sica (2019)
- I cassamortari, regia di Claudio Amendola (2021)
- Il più bel secolo della mia vita, regia di Alessandro Bardani (2023)
- Holy Shoes (2023)

### Attore
- Smetto quando voglio, regia di Sydney Sibilia (2014)
- Il candidato - Zucca presidente – serie TV (2014)
- The Pills - Sempre meglio che lavorare, regia di Luca Vecchi (2016)

## Televisione
- Late Night with The Pills (Deejay TV) (2012)
- Stracult (2014-presente)
- Non ce la faremo mai (Italia 1) (2016)
- M (Rai 3) (2018)
- Stati generali (Rai 3) (2019)

## Teatro

### Sceneggiatore
- Il più bel secolo della mia vita (2014)